# Polana scela
Polana scela är en insektsart som beskrevs av Delong och Freytag 1972. Polana scela ingår i släktet Polana och familjen dvärgstritar. Inga underarter finns listade i Catalogue of Life.